# Sơn Đoòng

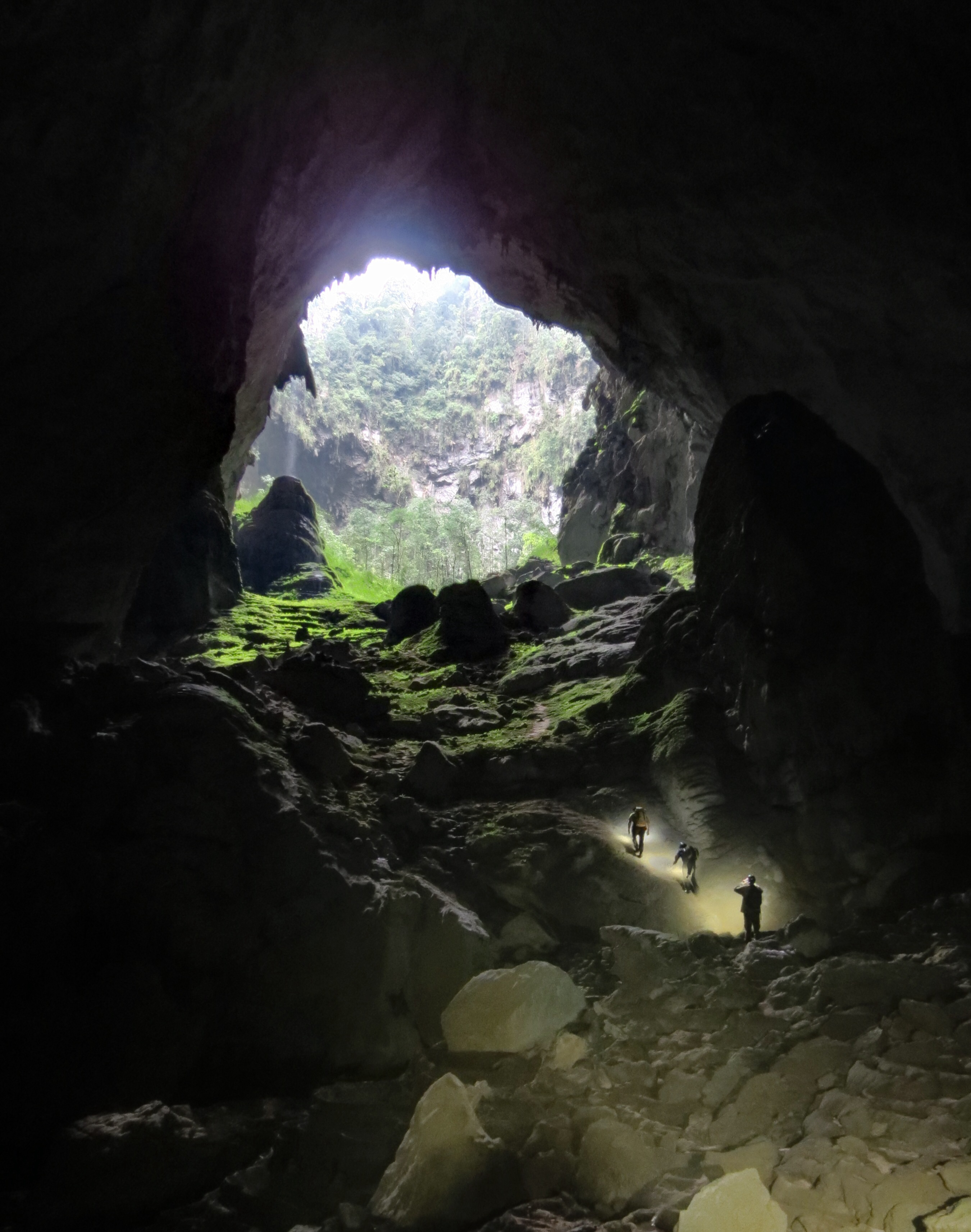
Sơn Đoòng den 12 februari 2014.

Sơn Đoòng är en grotta i Vietnam. Den ligger i Phong Nha-Ke Bang nationalpark i provinsen Quang Binh på gränsen till distriktet Bố Trạch. Platsen ligger 50 kilometer norr om staden Dong Hoi och 450 kilometer söder om Hanoi.
I april 2009 utforskade en grupp brittiska grottforskare grottan. Med grottans mått kända utnämndes den – istället för Deer Cave i Gunung Mulu nationalpark i Malaysia – till den största kända grottan i världen. Ett flertal mindre grottor och grottpassager upptäcktes också, och den sammanlagda längden på grottsystemet i Phong Nha-Ke Bang uppskattas nu till 126 kilometer.